# Миколай Рей
Миколай Рей з Наґловиць (пол. Mikołaj Rej; 4 лютого 1505, Журавно над Дністром — помер між 8 вересня — 5 жовтня 1569 р.) — польський письменник і поет-мораліст, релігійний полеміст епохи Відродження (належав до кальвіністського табору), політик, музикант. Представник роду Реїв. Миколая Рея називають «батьком польської літератури», оскільки він першим серед польських письменників писав тільки рідною мовою, хоча повсюди панівною була латина. Крім того, Рей заклав підвалини провідних родів і жанрів польської літератури.

## Біографія
Правнук дідича Нагловіц та Шумська, судді земського та ловчого краківського Яна Рея. Син дрібного шляхтича Станіслава Рея та його другої дружини Барбари Гербурт (з Фульштина), сестри львівського підкоморія Пйотра Гербурта-Одновського, вдови Якуба Клюша (Клюса), Яна (Івана) Журавінського. Батько осів у Галичині за сприяння родича — львівського архієпископа Яна Вонтробки зі Стшеліць. Першою дружиною батька була Анна з Немчина (пол. Niemczyn). 27 травня 1513 батько з братом Пйотром Реєм оформили поділ спадку батьків.
Навчався у Скалмежі у 1514–1516 роках, у Львові в 1516–1518 роках і рік у Краківській Академії.
Він першим показав, що літературу можна успішно розвивати й народною мовою, і найбільше зробив для того, аби в польській літературі народна мова взяла гору над латиною. Рей писав живою та барвистою мовою, якою розмовляла тодішня польська знать, і хоч йому бракувало широкої освіти, він завдяки таланту мав змогу висловлювати свої ідеї легко, з хорошим почуттям ритму й рими, у справді реалістичній манері.
У період 1525–1530 років був секретарем при дворі воєводи сандомирського Анджея Тенчиньського. Тут зблизився з проповідниками ідей Реформації в оточенні гетьмана Миколая Сенявського. У 1530—х роках приєднався до політичного шляхетського руху, відомого як «екзекуція (виправлення) прав». 1537 року з посполитим рушенням стояв коло Львова.
Брав активну участь у роботі сеймів (1540–1542, 1558–1559, 1569 роки), виступив активним прихильником Реформації, був учасником так званої «курячої війни» (1537 рік).
Був першим польським поетом, що отримав нагороди за свою працю — польські королі Сигізмунд I Старий та Сигізмунд II Август передали Рею у власність села. Засновник містечка Рейовця Фабричного.
У прозі дав ідеальний образ шляхтича-хуторянина (Zwierciadło… Żywot człowieka poczciwego, 1567), спопуляризував жанр мініатюрних анекдотичних та моралізаторських віршів (Zwierzyniec…, 1562), наслідуваних і авторами українського бароко
Мав вплив на українську повчальну літературу 16-17 століть, зокрема його гомілетичний виклад Нового Заповіту (Postylla…, 1556).
“Zwierzyniec” став першим друкованим твором на території Корони Польської, в якому були представлені родові герби шляхти.Видання 1562 року містило 54 герби.
Українською мовою твори Миколая Рея перекладав Віктор Коптілов.

## Власність
13 лютого 1546 року король Сигізмунд І Старий надав йому село Темирівці. 1554 року поміняв половину власного села Хичі на частини у Творуві та Повензові, власником яких був Геронім Жешовський. 30 листопада 1554 отримав привілей від короля на заснування міста Окша на «ґрунтах» Творува. Пізніше викупив від Творовських інші частини Творува.

## Твори
- Коротка бесіда між трьома особами: Паном, Війтом і Плебаном (1543)
- Життя Йосифа з єврейського роду (1545)
- Псалтир (1546)
- Kupiec (1549)
- Постили (1555/1556)
- Правдиве відображення… (1558)
- Звіринець (1562)
- Свічадо… (1567/1568)
- Rej, Mikołaj. Zwierzyniec

## Вшанування
- Вулиця у Львові (тепер вулиця Севастопольська).[4]

## Сім'я
Дружина — Зофія Коснувна. Діти:
- Миколай — ротмістр, дружина — Дорота Глібович, донька віленського воєводи Івана Глібовича,
- Кшиштоф — люблінський стольник, кальвініст,
- Анджей (пом. 1602) — дідич Наґловиць, Сьленчина та Окші, дружина — Катажина Дембінська,
- Анна — дружина холмського ловчого Мацея Угровецького,
- Дорота — дружина Юрія Чаплича з Гориня,
- Богуміла — дружина Вавжинця Пйотровського із Загриня,
- Ельжбета,
- Барбара.